# Stizocera geniculata
Stizocera geniculata là một loài bọ cánh cứng trong họ Cerambycidae.